# Quiroga (Lugo)
Quiroga est une commune de la province de Lugo en Espagne située dans la communauté autonome de Galice.

## Les Hospitaliers
Quiroga fut à partir de la fin du XIIIe siècle le chef-lieu d'une commanderie de l'ordre de Saint-Jean de Jérusalem.

## Personnalités liées
- Luis de Lossada (1681-1748), prêtre jésuite philosophe et polémiste espagnol, né à Quiroga.